# Caracolí (kommun)
Caracolí är en kommun i Colombia.   Den ligger i departementet Antioquía, i den centrala delen av landet, 200 km norr om huvudstaden Bogotá. Antalet invånare är 4 855.